# Giancarlo De Carlo
Pour les articles homonymes, voir Carlo.
Giancarlo De Carlo, né à Gênes en Italie le 12 décembre 1919 et mort à Milan le 4 juin 2005, est un architecte italien
.

## Biographie
Né à Gênes, peu après la fin de la Première Guerre mondiale, il vit à Livourne puis à Tunis jusqu'à l'âge de vingt ans.
En 1939, il est inscrit à l'École polytechnique de Milan, il suit des études d'ingénieur jusqu'en 1943, année où il est diplômé en ingénierie. En 1949, il est également diplômé en architecture de l'école de Venise.
Pendant la Seconde Guerre mondiale, il est enrôlé comme officier de marine. Après l'armistice du 8 septembre 1943, il prend part à la Résistance clandestine au sein du Movimento di Unità Proletaria (it) avec d'autres architectes milanais tels que Franco Albini et Irenio Diotallevi (it). Ensuite, à Milan, il organise un groupe de partisans anarchistes (inspiré des Brigades Matteotti) avec Giuseppe Pagano Pogatschnig (it).
De Carlo voyait l'architecture comme une activité de consensus. Ses idées se rattachent aux idéaux des CIAM, mais augmentées de la réalité de cette seconde moitié du XXe siècle. Il fut d'ailleurs membre du groupe italien des CIAM de 1952 à 1960 et s'est avéré comme l'un des membres fondateurs du Team X, créé à la suite de la dissolution des CIAM en 1959, à Otterlo, à l'époque 10e des congrès internationaux. En 1976 ainsi qu'en 1978, il créa la revue Spazio e Società (Espace et société), ainsi que l'ILAUD (en) (International Laboratory of Architecture and Urban support Design, le Laboratoire international de d'architecture et d'urbanisme).

## Principales réalisations

### Urbino

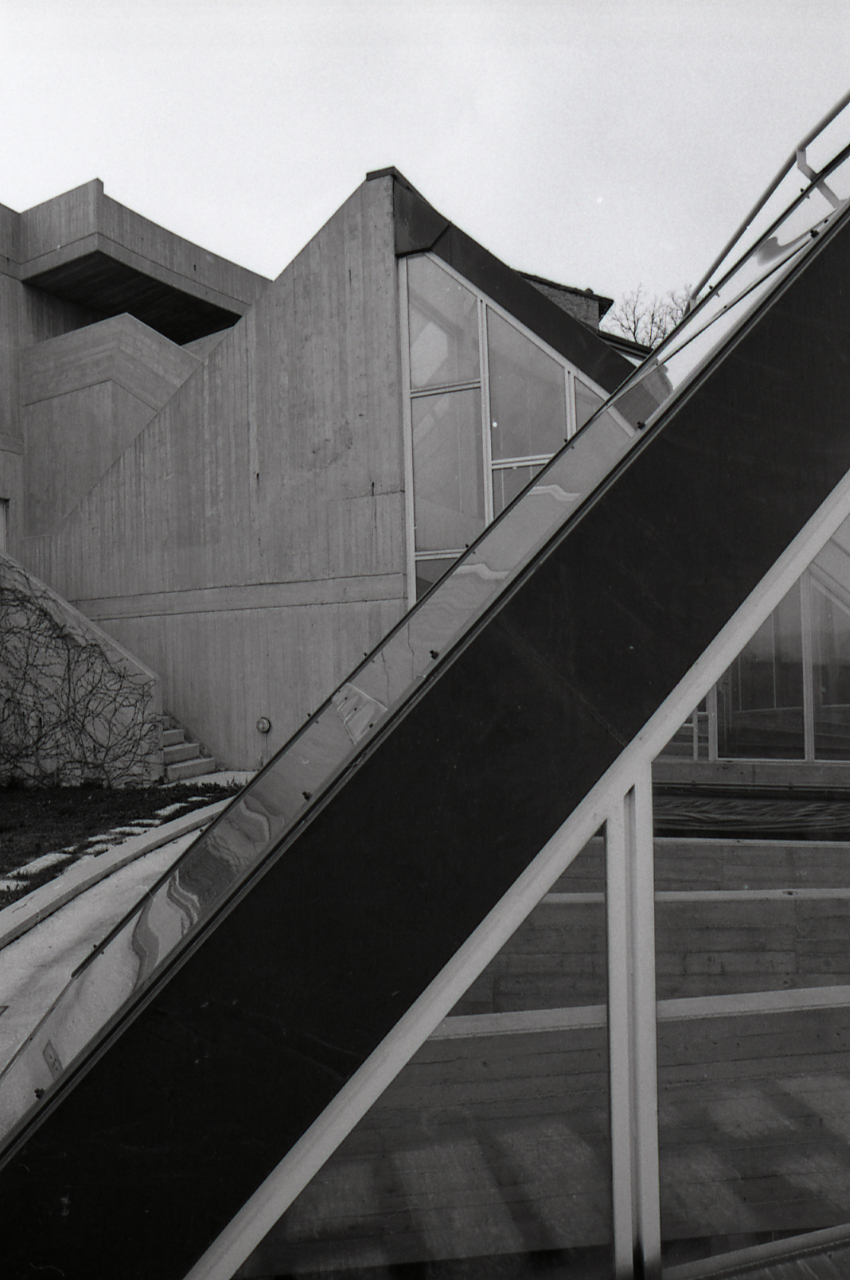
Faculté des Sciences de l’Éducation de l’université d'Urbino. Photo par Paolo Monti, 1982.

- 1955 : Création de logements communautaires pour le personnel de l’Université d’Urbino
- 1962-66 : Collegio del Colle
- 1966-68 : Faculté de droit de l’université d’Urbino
- 1967-69 : La Pineta
- 1968-76 : Il Magistero; Faculté des Sciences de l’Éducation de l’université d’Urbino
- 1969 : Projets autour du Mercatale
- 1970-77 : Restauration de la Rampe de Francesco di Giorgio et du Teatro Sanzio
- 1972-88 : Instituto d’Arte
- 1973 à 1983 : Collegio del Tridente, Collegio dell’Aquilone et Collegio della Vela
- 1986-99 : Faculté de sciences économiques de l’université d’Urbino
- 1990-2004 : Centre d’interprétation de la ville dans les anciennes écuries ducales
- 1995-2001 : réaménagement du Palazzo Passionei
- 1998 : Laboratoire scientifique de Sogesta.

### Autres
- 1970-75 : Cité ouvrière Matteotti à Terni
- 1979-86 : Quartier résidentiel de Mazzorbo, à Venise
- 1991: participation à la 5e Exposition Internationale d'Architecture de Venise